# Danny Mills
Daniel "Danny" John Mills (Norwich, Inglaterra, 18 de mayo de 1977) es un exfutbolista inglés, se desempeñaba como lateral derecho y se retiró de manera prematura en 2009 debido a sus lesiones.

## Clubes
| Club              | País       | Año         |
| ----------------- | ---------- | ----------- |
| Norwich City      | Inglaterra | 1995 - 1998 |
| Charlton Athletic | Inglaterra | 1998 - 1999 |
| Leeds United      | Inglaterra | 1999 - 2003 |
| Middlesbrough FC  | Inglaterra | 2003 - 2004 |
| Manchester City   | Inglaterra | 2004 - 2006 |
| Hull City AFC     | Inglaterra | 2006        |
| Manchester City   | Inglaterra | 2006 - 2007 |
| Charlton Athletic | Inglaterra | 2007        |
| Manchester City   | Inglaterra | 2007 - 2008 |
| Derby County      | Inglaterra | 2008        |
| Manchester City   | Inglaterra | 2008 - 2009 |

## Palmarés
Middlesbrough FC
- Copa de la Liga de Inglaterra: 2004

- Datos: Q317317
- Multimedia: Danny Mills (footballer, born 1977) / Q317317